# إدوارد رايت
إدوارد رايت (23 أبريل 1874 - 28 يوليو 1947)  (بالإنجليزية: Edward Wright)‏ هو لاعب كريكت بريطاني (وحمل سابقاً جنسية المملكة المتحدة لبريطانيا العظمى وأيرلندا).

## وصلات خارجية
- إدوارد رايت على موقع إي آس بي آن كريك إنفو (الإنجليزية)